# 葛麗絲的導航履歷
《葛麗絲的導航履歷》（日语：グレースの履歴），日本小說家源孝志創作之長篇小說，原名為《グレース : Take me to the final destination》，2010年由文藝社出版單行本，2018年改名為《葛麗絲的導航履歷》並由河出書房新社發行出版文庫本。
2022年8月，日本NHK電視台宣布翻拍為週日「Premium電視劇」時段連續劇，2023年3月播出。

## 出版書籍
- 源孝志《グレース：Take me to the final destination》，文藝社發行，2010年11月17日。ISBN 978-4-28-608297-4，496頁
- 源孝志《グレースの履歴》，河出書房新社發行，2018年7月6日。ISBN 978-4-30-941620-5，595頁

## 電視劇
《葛麗絲的導航履歷》（日语：グレースの履歴），2023年3月於日本NHK BS Premium「Premium電視劇」週日時段（22:00 - 22:49，JST）播出的電視劇，共八集，由瀧藤賢一主演。此劇由源孝志自編自導，改編自其在2010年創作的同名小說，並新增數個原作未登場的新角色。

### 登場人物
- 蓮見希久夫：瀧藤賢一

製藥公司的研究員。在公司同事眼中為「草食系」男子。
- 蓮見美奈子：尾野真千子

希久夫的妻子。原歐洲古董家具品牌採購。
- 藤木俊彥：伊藤英明

美奈子前男友。已婚，原為白領上班族，其後於茅崎市經營蕎麥麵店。
- 富樫由起夫：柄本佑

與希久夫自小分離的親生弟弟。受繼父影響，在滋賀縣近江八幡市負責傳統日本酒之買賣。已婚，與妻子、兒子及母親一家四口共同生活。
- 羽田純哉：林遣都

在旅行途中，於滋賀的伊吹山搭上希久夫的便車。青森縣出身，因上司的霸凌而辭去在老家的新聞相關工作，並展開一場自我探尋之旅。
- 仁科晴香：山崎紘菜

英語老師。服務於長野縣的女子高中。受祖父的影響，喜愛各款摩托車。
- 藤木紗江：黑谷友香

藤木俊彥的妻子。前衝浪選手。
- 蓮見敬一郎：中原丈雄（日语：中原丈雄）

希久夫的父親。離婚後，獨自扶養希久夫長大。
- 間宮千江：丘光子（日语：丘みつ子）

希久夫的母親。再婚，於琵琶湖旁與二兒子由起夫一同生活。
- 袴田信：石橋蓮司

受蓮見美奈子委託，保管遺囑的律師。
- 仁科征二郎：宇崎龍童

車子技師。晴香的祖父。在信州的諏訪湖邊經營摩托車行。實際上為主角希久夫所駕的Honda S800設計者之一。
- 伊川草織：廣末涼子

希久夫的前女友，從高中時代即與希久夫交往了十年。原為知名外商公司職員，當年因被調任到美國西雅圖而與希久夫分手。其後在愛媛縣松山市經營園藝店。
- 角田純作：木村祐一（日语：木村祐一）

羽田純哉的同父異母哥哥。在京都經營西餐廳。
- 杉本哲太郎：平埜生成（日语：平埜生成）

希久夫的後輩。製藥公司的研究員。
- 柏木理津子：美波

旅行社的當地跟車導遊。精通法語。
- 富樫阿彌子：德永繪里

由紀夫的妻子。
- 宮川惠津子：美村里江

婦產科醫生。美奈子的好友。

### 製作團隊
- 編劇：源孝志（日语：源孝志）
- 配樂：阿部海太郎
- 製作人：森井敦、中森幸介、石﨑宏哉（東映京都撮影所（日语：東映京都拍攝所））
- 導演：源孝志
- 製作：NHK

### 獲得獎項
- 銀河賞5月月間賞
- 第42回（2023年度）向田邦子賞[6]
- 第40回（2023年度）ATP賞 電視劇部門 優秀賞[7]

### 播出日程
| 集數 | 播出日期 | 標題         |
| ---- | -------- | ------------ |
| 1    | 3月19日  | 訊息         |
| 2    | 3月26日  | 前任         |
| 3    | 4月02日  | 分離的家人   |
| 4    | 4月09日  | 葛麗絲·凱莉  |
| 5    | 4月16日  | 傳接球       |
| 6    | 4月23日  | 記憶的碎片   |
| 7    | 4月30日  | 預期外的重逢 |
| 8    | 5月07日  | 永遠的孤獨   |

## 外部連結
- NHK官方網站 （页面存档备份，存于）
- NHK製作發表 （页面存档备份，存于）